# 福克F.25
福克F.25宣傳者（荷蘭語：Fokker F.25 Promotor）是一款福克飛行器公司的單引擎、雙尾撐的單翼機，亦是福克公司在第二次世界大戰後首款民航機。

## 歷史
第二次世界大戰結束後，福克公司立即著手研發一款新飛機。新飛機設有可收縮起落架，雙尾撐設計以及推式螺旋槳，機師席設在機艙左前方，後方是乘客位，其外型好像戰前的福克G.I。首架F.25在1946年10月20日首飛，進行一連串測試。然而其機身設計所遇到的阻力比預期中較多，使飛機速度比原先預計的慢，於是福克公司便增加背鳍以改善這問題。F.25在商業市場上並不成功，大量廉價退役軍機在市面求售，使貴價的F.25無人問津，加上福克公司收到100架軍用教練機福克S-11訂單後，福克公司認為S-11更有利可圖，便在1949年終止F.25生產線，當時正在生產第21架飛機。生產線終止前，兩架F.25被派往西班牙進行飛行測試，因為當地的氣候比荷蘭較為穩定，然而兩機到達西班牙後並沒有進行過任何測試任務，反而遇上冰雹受損且無法在當地維修，只好送回荷蘭。

## 性能
参考资料：Promotor In The Air
基本信息
- 机组：1
- 容量：3人

性能
- 爬升至1,000米（3,300尺）6.2分鐘